# 吉田仁美
吉田仁美（1984年7月13日—），日本女性聲優，Amuleto所属歌手。代表作有家庭教師HITMAN REBORN!（三浦春）及天降之物（動畫主題曲），與早見沙織組成“Blue Drops”，在天降之物中唱出不少歌曲，包括“Ring My Bell”、“Cosmos”。
她於2016年7月13日宣佈登記結婚。

## 出演作品

### 電視動畫
2006年
- 家庭教師HITMAN REBORN!（三浦春）[2]

2007年
- Myself ; Yourself（今日のお姉さん）

2008年
- 戀姬†無雙（司会（陳琳））
- 我家有個狐仙大人（サイノキ）

2009年
- カーズ トゥーン（ミア&ティア）
- 寶石寵物（尤克）
- 真・戀姬†無雙（司会（陳琳））
- 魔法禁書目錄（風紀委員）
- 遊戲王5D's（盧奇亞諾）

2010年
- 真・戀姬†無雙 〜乙女大乱〜（陳琳）

2011年
- 寶石寵物 Twinkle☆（尤克）
- 寶石寵物 Sunshine（尤克）

2012年
- 寶石寵物 Kira☆Deco！（尤克）

2014年
- Lady 寶石寵物（尤克）
- Happiness Charge 光之美少女！（奧哈娜／夕陽天使）

2015年
- 可愛的Muco（日语：いとしのムーコ）（穆珂）

2016年
- 超自然9人组（相川实优羽）

### 動畫電影
2015年
- 數碼暴龍大冒險tri. 第一章「再會」（太刀川美美）

2016年
- 數碼暴龍大冒險tri. 第二章「決意」、第三章「告白」（太刀川美美）

### 網絡動畫
- NOCTURNE BOOGIE（2020年、大嚙美瑠衣[3]）

### 遊戲
- 家庭教師HITMAN REBORN!（三浦春）